# Straßenfilm
Der Straßenfilm ist ein Subgenre des Stummfilms in Deutschland zur Zeit der Weimarer Republik in den 1920er Jahren. In den Straßenfilmen steht die Straße für die Verlockungen der Großstadt, als visuell stilisierter Ort, an dem der Kleinbürger außerhalb seines sicheren Heims triebhafter Versuchung und Gefahr ausgesetzt ist. Das Milieu der Straße symbolisiert die Chancen, aber auch die Abwege der Moderne, denen der bürgerlich geprägte Mensch mit Faszination, aber auch Angst gegenübersteht. Siegfried Kracauer prägte den Begriff in seinem Buch Von Caligari zu Hitler.

## Geschichte
Lotte H. Eisner zählt bereits Leopold Jessners und Paul Lenis noch dem Expressionismus verhafteten Hintertreppe aus dem Jahr 1921 zu den Straßenfilmen, doch der erste die Motivik voll ausspielende Straßenfilm ist Karl Grunes Die Straße aus dem Jahr 1923. Ein Kleinbürger wird auf der Straße in verbrecherische Machenschaften verwickelt und verhaftet, als er unter Mordverdacht gerät. Nachdem er jedoch entlastet wird, kehrt er reumütig in sein Heim zurück. G. W. Pabst definiert in Die freudlose Gasse (1925) die Diskrepanz zwischen den sozialen Milieus deutlich politischer und durch die Mittel der Neuen Sachlichkeit realistischer. Der Lebensumgebung des Lumpenproletariats steht die Welt der Neureichen mit ihren Vergnügungen entgegen; in diesem Spannungsfeld arbeitet Pabst an zentralen Themen wie Schuld und Verführung.
In Bruno Rahns Dirnentragödie (1927) spielt Asta Nielsen eine alternde Prostituierte, deren Mitgefühl für einen von zuhause Ausgestoßenen in Mord und Selbstmord endet. Die dämonische Qualität der Straße wird hier in traumartigen Bildern stilisiert. Optimistischer deutet Joe May in Asphalt (1929) das Leben auf der Straße. Die Chance auf Abenteuer und Veränderung steht im Vordergrund, und der Held findet durch die Aufrichtigkeit seines Gefühls trotz der Gefahren des kriminellen Straßenlebens zu einem Happy End mit seiner Geliebten. Weitere Straßenfilme sind Pabsts Abwege (1928), Ernő Metzners Polizeibericht Überfall (1928) und Erich Waschnecks Die Carmen von St. Pauli (1928).

## Visueller Stil
Anders als im Kammerspielfilm, der auf nahe und halbnahe Einstellungen setzt, sind für den Straßenfilm halbtotale und totale Einstellungen kennzeichnend, durch die die Figuren in Zusammenhang mit ihrer sozialen Umgebung gebracht werden. Verlockende Lichter und ihre Spiegelungen, harte Hell-Dunkel-Kontraste stehen für die Verheißungen der Straße und repräsentieren das hektische, sich im steten Fluss befindende Leben auf Großstadtstraßen. Oft spielen die Szenen nachts, und erstmals werden Laden- und Schaufensterdekorationen als erzählende Elemente im Film eingesetzt. Die Straße werde, so Eisner, „mit ihren abrupt tief erscheinenden dunklen Ecken, ihrem aufgleißenden Betrieb, den Lichtnebel ergießenden Straßenlaternen, Scheinwerfern von Autos, mit dem von Regen oder Abnutzung glänzend gewordenen Asphalt, den beleuchteten Fenstern geheimnisvoller Häuser, dem Lächeln geschminkter Dirnen“ zur Verkörperung des Schicksal an sich und damit zu einer mit Leben erfüllten Hauptfigur der Filme.

## Einordnung
Kracauer sieht in den Straßenfilmen trotz der angedeuteten Alltagsfluchten und rebellischen Akte gegen die Spießigkeit autoritäre Strukturen, da die „Sünder“ häufig reumütig in ihre bürgerliche Welt zurückkehren: „Die Straßenfilme propagieren zwar die Flucht vor der Häuslichkeit, dies aber immer noch im Namen des autoritären Verhaltens.“ Dieses Motiv sei allen Straßenfilmen gleich: „In allen bricht die Person mit den sozialen Konventionen, um ein Stück Leben zu ergattern, aber die Konventionen erweisen sich als stärker als der Rebell und zwingen ihn entweder zur Unterwerfung oder zum Selbstmord.“ Anton Kaes sieht die Straße in den Filmen als „existenzielle[n] Ort der Moderne, in  dem der Mensch zum Objekt von Prozessen geworden ist, die er nicht mehr überschauen und noch weniger kontrollieren kann.“